# Evil Con Carne
Evil Con Carne (Malo con carne en Hispanoamérica y Demonio con carne en España) es una serie animada de Cartoon Network creada por Maxwell Atoms, que apareció por primera vez en el Show de Grim & Evil hasta el 2003, donde se convirtió en serie independiente. Tuvo dos temporadas, por lo que terminó en 2004. En la segunda temporada se utilizó una técnica de dibujo diferente que no se volvería a utilizar hasta la realización de la película Underfist.
En inglés, el título es Evil Con Carne, una alucinación a algo mal encarnado. Los personajes principales son Héctor Con Carne, Boskov, Major Dr. Ghastly y el General Skarr, todos ellos hicieron después, apariciones en la serie de Billy y Mandy.

## Argumento
Héctor Con Carne es un genio malvado obsesionado con la dominación del mundo. Sufrió una explosión iniciada por su archienemigo, Cod Commando. La explosión dispersó la mayoría de su cuerpo por distintas partes del mundo, dejando únicamente su cerebro y su estómago como órganos vivos. Su científica loca, Major Dr. Ghastly quien está enamorada de él, rescató los restos vivos de Héctor y los colocó en dos cápsulas de contención: uno para su cerebro, y el otro para su estómago. Estas dos cápsulas fueron instaladas más adelante en el cuerpo de Boskov, un oso púrpura de circo, dando al cerebro de Héctor el control de casi todas las acciones y movimientos del oso.
Héctor, junto a la Dra. Ghastly, y su líder militar, el General Skarr, creó un laboratorio secreto en una isla con una montaña en forma de conejo. Reclutando a un ejército, Héctor reanudó sus planes para la dominación del mundo y con ello encontrar las piezas de su cuerpo que le faltaban.
Después de que el Show de Grim & Evil fuera cancelado, la serie de Evil Con Carne y la de Billy y Mandy se hicieron series independientes. El primer cruce de las dos series ocurrió en "Little Rock of Horrors" con Skarr entre los hipnotizados del Meteoro Comecerebros, el segundo cruce fue en el episodio "Chicken Ball Z", que terminó con Mandy comprando la Isla-Conejo de Héctor. El General Skarr se trasladó al vecindario de Billy en el episodio «Skarred For Life» después de que el ejército fuera comprada por una organización que quería dominar el mundo sin tener competencia. Desde entonces, el General Skarr ha sido un personaje secundario en la serie de Billy y Mandy. En el episodio «Company Halt», Héctor y Ghastly aparecen en Endsville, para reclutar a Skarr y restablecer el ejército en otro intento de dominar el mundo, pero, naturalmente, como la mayoría de sus otros planes, termina fracasando debido a que Billy insulta a Héctor, de manera que este intenta eliminarlo, destrozando el jardín del Skarr, lo que hizo que este se enfadara y destrozara sin querer uno de los tanques, haciendo que el arma caiga sobre Héctor. Al ver esto, la Dra. Ghastly pensó que su jefe había muerto, y huye con todo el ejército, abandonando Endsville, a pesar de que Héctor no había muerto; actualmente es un protagonista del spin-off de Billy y Mandy Underfist.
Evil Con Carne se puede considerar de vez en cuando de "Cartoon Cartoons" en Cartoon Network. Dos episodios se incluyeron como contenido extra del DVD de la 1.ª temporada de Billy y Mandy.

## Episodios
Nota 1: Los nombres están en inglés.
Nota 2: Los episodios "Max Courage" y "Ultimate Evil" fueron empaquetados con episodios de "Billy y Mandy" en su primera emisión, pero se separaron de los episodios de "Billy y Mandy" cuando se transmitían en "El Show de Cartoon Cartoon".
| #                 | Título                                                                                           | Fecha de estreno (EE. UU.) |
| ----------------- | ------------------------------------------------------------------------------------------------ | -------------------------- |
| PRIMERA TEMPORADA |                                                                                                  |                            |
| 01                | "Gases mortales / El día de los Bobocops / League of Destruction"                                | 20 de junio de 2003        |
| 02                | "El hijo de Hector Ado / Denme una manita / Ernecia es una bomba sexy"                           | 20 de junio de 2003        |
| 03                | "Vamos Spork! / Boskov sale de paseo / Peje contra Héctor Ado"                                   | 27 de junio de 2003        |
| 04                | "Search & Estroy / The Pie Who Loved Me / El juicio de Héctor Ado"                               | 27 de junio de 2003        |
| 05                | "Max Corage"                                                                                     | 4 de julio de 2003         |
| 06                | "Viajando en el tiempo / La navidad de Héctor Ado"                                               | 19 de noviembre de 2003    |
| 07                | "Bring Me the Face of Hector Con Carne / Transformacion Parte 1 / Devolver Part 2"               | 26 de noviembre de 2003    |
| 08                | "Malo Con Carne / Trauma emocional / Un nuevo ejército"                                          | 30 de mayo de 2004         |
| 09                | "El olor de la venganza Parte 1 / El olor de la venganza Parte 2"                                | 6 de junio de 2004         |
| 10                | "Everyone Loves Uncle Bob / Tiptoe Through the Tulips Part 1 / Tiptoe Through the Tulips Part 2" | 13 de junio de 2004        |
| SEGUNDA TEMPORADA |                                                                                                  |                            |
| 11                | "No No Nanuk / Teenage Idol"                                                                     | 19 de julio de 2004        |
| 12                | "The Mother of All Evils / The HCCBDD"                                                           | 11 de noviembre de 2004    |
| 13                | "Gridlocked and Loaded / Fool's Paradise"                                                        | 18 de noviembre de 2004    |
| 14                | "Jealousy, Jealous Do / Hector Ado, Rey de los Británicos"                                       | 25 de noviembre de 2004    |
| 15                | "Ultimate Evil"                                                                                  | 31 de diciembre de 2004    |

## Reparto
- Phil LaMarr: Hector Con Carne (México: Héctor Ado)
- Grey DeLisle: Major Dr. Ghastly (México: Dra. Ruina Balística, España: Doctora Espanto)
- Armin Shimerman: General Skarr (México: General Ernecio, España: General Cicatriz), Hector's Stomach, Uncle Bob
- Frank Welker: Boskov, Santa Claus, Private Simmons
- Maxwell Atoms: Cod Commando (México: Comando Peje)
- Rino Romano: Destructicus Con Carne (México: Exterminador Ado)
- Maurice LaMarche: Estroy (México: Estructo)
- Peter Renaday: Presidente Abraham Lincoln
- Masasa Moyo: Kablamity Jane
- Jim Rash: Ensign Slaughter
- Quinton Flynn: Max Courage
- Charlie Schlatter: Tony